# Сагабуйєн
Сагабуйє́н (каз. Сағабүйен) — село у складі Аксуського району Жетисуської області Казахстану. Адміністративний центр Карашиліцького сільського округу.
У радянські часи село називалось Сагабієн.
Населення — 858 осіб (2021; 901 у 2009, 1096 у 1999, 1662 у 1989).